# Politiken
Dagbladet Politiken er en dansk avis, der udgives af JP/Politikens Hus.
Avisen driver også netavisen, www.politiken.dk, der har omkring 50 millioner sidevisninger om måneden fordelt på cirka 870.000 brugere.
Politiken har en socialliberal tradition[kilde mangler] og en læserskare, hvor flertallet ligger til venstre på den politiske højre-venstre akse. Avisen har hovedsæde i Politikens Hus på Rådhuspladsen i København.

## Historie
Avisen blev grundlagt den 1. oktober 1884 i København af Viggo Hørup, Edvard Brandes og Hermann Meyer Bing. Viggo Hørup og Edvard Brandes havde sammen været redaktører af avisen Morgenbladet, der i 1873 var startet som partiet Venstres første hovedstadsorgan.[kilde mangler] Men de blev fyret af grundlæggeren Christen Berg pga. deres radikale holdninger. De besluttede sig for at grundlægge Politiken som en videreførelse af deres ideer fra samarbejdet på Morgenbladet.[kilde mangler] Hermann Meyer Bing, som også tilsluttede sig Hørups og Brandes' ideer, bidrog med sin personlige formue til at finansiere driften af avisen. Han var søn af den ene grundlægger af Bing & Grøndahls Porcelænsfabrik A/S og besad derfor en betydelig kapital.[kilde mangler]
I 1904 startede Ekstra Bladet, først som tillæg til Politiken om den russisk-japanske krig, og fra 1. januar 1905 som selvstændig avis.
16. maj 1905 blev en ny genre skabt, da den første kronik stod på tryk i Politiken.[kilde mangler] Den var skrevet af Georg Brandes. Den nye redaktør, Henrik Cavling, lancerede avisen i nyt format med en tredjedel skåret af længden, mens sidetallet til gengæld var udvidet fra 4 til 8 sider. Tidligere stod artiklerne tilfældigt; nu fik hver side tildelt sit særlige stof.[kilde mangler] Avisen blev mere overskuelig, men nogle læsere hævdede, at maskinen afskar avissiderne, så de fik en savtakket underkant, der skar i buksebenene, mens man læste avisen i sporvognen. En fiskerkone ved Gammel Strand skal have råbt: "Hva ska’ vi nu pakke torsken ind i?" Redaktør Cavling var dog mere bekymret for, at arbejderne herefter ville foretrække Social-Demokraten, da de var vant til at anvende de lange avissider til borddug.
Fra starten i 1884 holdt bladhuset til i en stadigt eksisterende bygning på hjørnet af Østergade og Integade, men i 1912 flyttede de to blade ind på Rådhuspladsen.[kilde mangler]
Den 28. april 1940 bragte Politiken en leder, hvori Winston Churchill blev kaldt "en farlig mand".[kilde mangler] Det stod at læse et par uger efter den nazistiske besættelse af Danmark. Lederen blev til efter samtale i hjørneværelset med bestyrelsesformand Erik Scavenius, og udenrigsredaktør Einard Schou blev udset til at føre pennen.
I 1970 opgav avisen det tilhørsforhold til Det Radikale Venstre, som avisen havde haft siden starten.[kilde mangler] Siden har Politiken været en avis, der er udgivet på et moderat venstreorienteret grundlag.[kilde mangler]

### Efter år 2000
Ved folketingsvalget i 2005 opfordrede avisen på lederplads til at stemme radikalt. I det moderne Politikens egen selvforståelse er den af princip en oppositionsavis, hvad enten det er en borgerlig eller socialdemokratisk ledet regering, den er i årvågen opposition til.[kilde mangler] Politikens mål er angiveligt at være "organ for den højeste oplysning".[kilde mangler]
1. januar 2003 fusionerede Politikens Hus med Morgenavisen Jyllands-Posten og dannede selskabet JP/Politikens Hus.
Avisen udkom i 97.820 eksemplarer mandag - lørdag og 120.411 på søndage (første halvår 2012). Læsertallet var 375.000 på hverdage og 479.000 på søndage (første halvår 2012). Politiken mistede ca. 50.000 ugentlige læsere i perioden 2018 - 2020.

## Indhold

### At tænke sig
"At tænke sig" er en humoristisk spalte på bagsiden af avisens første sektion, der blev indført i 1932. Spalten foregiver at være den egentlige avis ved konsekvent at omtale resten af avisen som vort tillæg, og gør satire af aktuelle som uaktuelle emner.

### LiSTEN
LiSTEN er en humoristisk klumme, der løbende kommenterer større og mindre kulturelle begivenheder og trends i København og resten af Danmark. LiSTEN er altid opbygget som en liste over fire positive (+) trends og fire negative (-) trends. LiSTEN trykkes hver fredag i Politiken, og er desuden tilgængelig online.

### "Magasinet"
Politikens "Magasinet" er et ugentligt tillæg, der havde sin glansperiode i 1922-1963, ikke mindst takket være bladtegnere som Aage Sikker Hansen, Ib Andersen og Arne Ungermann, der gjorde mange af numrene til kulturelle begivenheder.
Siden Magasinets storhedstid har bladhuset i perioder genoplivet udgivelsen, senest i 2007, hvor det erstattede det hidtidige Søndagsliv.

### iBYEN.dk
iBYEN.dk er en guide til kultur og byliv i København, der blev lanceret i februar 2006. Sitet drives af Politiken. iBYEN.dk har 185.100 brugere månedligt.
iBYEN.dk's nærmeste konkurrent er Alt om København, der drives af Berlingske Tidende.

### Politiken.dk
Ifølge Alexa er webstedet politiken.dk det 57. mest populære websted i Danmark.

## Chefredaktører
Ansvarshavende chefredaktører på Politiken (i visse perioder havde avisen flere medfungerende chefredaktører, derfor forekommer der overlapninger i tidsangivelserne):
- 1884 – 1901: Viggo Hørup[16]
- 1901 – 1904: Edvard Brandes[17]
- 1905 – 1927: Henrik Cavling[18]
- 1927 – 1937: Valdemar Koppel[19]
- 1927 – 1933: Ove Rode[20]
- 1931 – 1959: Niels Hasager[21]
- 1941 – 1963: Poul Graae[22]
- 1946 – 1959: Hakon Stephensen[23]
- 1959 – 1963: Svend Tillge-Rasmussen[24]
- 1963 – 1966: Bo Bramsen[25]
- 1963 – 1970: Ernst Priemé[26]
- 1963 – 1971: Harald Engberg[27]
- 1966 – 1971: Arne Ejbye-Ernst[28]
- 1970 – 1993: Herbert Pundik[29]
- 1971 – 1982: Bent Thorndahl[30]
- 1981 – 1993: Agner Ahm[31]
- 1981 – 1992: Jørgen Grunnet[32]
- 1993 – 2011: Tøger Seidenfaden[33]
- 2006 – 2010: Stig Kirk Ørskov[34]
- 2010 – 2015: Lars Grarup[35]
- 2010 – 2022 Anne Mette Svane[36][37]
- 2011 – 2016: Bo Lidegaard[38]
- 2016 – : Christian Jensen[39]
- 2022 - : Amalie Kestler

## Medarbejdere der har modtagetCavlingprisen
- 1945 Henrik V. Ringsted[40]
- 1962 Jørgen Hartmann-Petersen (Habakuk)[41]
- 1966 Herbert Pundik[42]
- 1968 Erik Nørgaard[43]
- 1974 Anne Wolden-Ræthinge (Ninka)[44]
- 1982 J. B. Holmgaard[45]
- 2006 Miriam Dalsgaard og Olav Hergel[46]
- 2017 Camilla Stockmann[47]
- 2020 Anders Legarth Schmidt[48]

## Bøger
- Bjørn Bredal, Politiken mod Politiken – Idékampe 1884-2009, Politikens Forlag, 2009. ISBN 978-87-567-9080-2.
- Bo Bramsen, Politikens historie set indefra 1884-1984, 2 bind, Politikens Forlag, 1983. ISBN 87-567-3861-7.